# Seleção Luxemburguesa de Futebol
A Seleção Luxemburguesa de Futebol (em luxemburguês: Lëtzebuergesch Foussballnationalequipe, francês: Équipe du Luxembourg de football, alemão: Luxemburgische Fußballnationalmannschaft)  representa Luxemburgo nas competições de futebol da FIFA. É a única Seleção que mais participou de todas as eliminatórias da Copa do Mundo: 21. Sua primeira partida foi em outubro de 1911, contra a Seleção Francesa, e perdeu por 4–1.
Em 1964, Luxemburgo esteve muito próximo de participar da Eurocopa após vencer os Países Baixos por 2–1, depois de ter empatado por um gol no jogo anterior. Perdeu a vaga para a Dinamarca apenas no jogo-desempate (3–3 no primeiro jogo, 2–2 no segundo). Este foi o grande momento dos De Roude Léiw no futebol europeu. Jogou seis edições consecutivas dos Jogos Olímpicos (1920 a 1952), e também protagonizou uma das maiores zebras da história do futebol ao derrotar Portugal por 4 a 2 nas eliminatórias para a Copa de 1962 - antes, havia perdido 17 partidas seguidas.
Além de nunca ter disputado Eurocopas, Luxemburgo jamais conquistou uma vaga para Copas do Mundo em sua história. Mergulhou no ostracismo entre a segunda metade dos anos 1990 e 2007, chegando ao ponto de alcançar a histórica marca de 100 derrotas nas Eliminatórias da Copa do Mundo FIFA de 2010.

## Recordes
- Atualizado até 10 de junho de 2025

Jogadores em negrito ainda em atividade pela Seleção Luxemburguesa.
| Pos. | Jogador          | Partidas | Gols | Em atividade |
| ---- | ---------------- | -------- | ---- | ------------ |
| 1    | Laurent Jans     | 114      | 1    | 2012–        |
| 2    | Mario Mutsch     | 102      | 4    | 2005–2019    |
| 3    | Daniel da Mota   | 100      | 7    | 2007–2021    |
| 3    | Lars Gerson      | 100      | 4    | 2008–        |
| 5    | Jeff Strasser    | 98       | 7    | 1993–2010    |
| 6    | René Peters      | 92       | 3    | 2000–2013    |
| 7    | Jonathan Joubert | 90       | 0    | 2006–2017    |
| 8    | Eric Hoffmann    | 88       | 0    | 2002–2014    |
| 9    | Carlo Weis       | 85       | 1    | 1978–1998    |
| 10   | Aurélien Joachim | 80       | 15   | 2005–2019    |

| Pos. | Jogador          | Gols | Partidas | Média por jogo | Em atividade |
| ---- | ---------------- | ---- | -------- | -------------- | ------------ |
| 1    | Gerson Rodrigues | 23   | 72       | 0.32           | 2017–        |
| 2    | Léon Mart        | 16   | 24       | 0.67           | 1933–1945    |
| 3    | Gustave Kemp     | 15   | 20       | 0.75           | 1938–1945    |
| 3    | Aurélien Joachim | 15   | 80       | 0.19           | 2005–2019    |
| 5    | Camille Libar    | 14   | 24       | 0.58           | 1938–1947    |
| 5    | Danel Sinani     | 14   | 73       | 0.19           | 2017–        |
| 7    | Nicolas Kettel   | 13   | 56       | 0.23           | 1946–1959    |
| 8    | François Müller  | 12   | 27       | 0.44           | 1949–1954    |
| 9    | Léon Letsch      | 11   | 48       | 0.23           | 1947–1963    |
| 10   | Gilbert Dussier  | 9    | 39       | 0.23           | 1971–1978    |

## Treinadores
| - Paul Feierstein (1933–1948) - Jean-Pierre Hoscheit, Jules Müller e Albert Reuter (1948–1949) - Adolf Patek (1949–1953) - Béla Volentik (1953–1955) - Viktor Havlicek (1955) - Nándor Lengyel (1955–1959) - Pierre Sinibaldi (1959–1960) - Robert Heinz (1960–1969) - Ernst Melchior (1969–1972) | - Gilbert Legrand (1972–1977) - Arthur Schoos (1978) - Louis Pilot (1978–1984) - Jozef Vliers (1984) - Josy Kirchens (1985) - Paul Philipp (1985–2001) - Allan Simonsen (2001–2004) - Guy Hellers (2004–2010) - Luc Holtz (2010–) |